# Cleistocactus hystrix
Cleistocactus hystrix là một loài thực vật có hoa trong họ Cactaceae. Loài này được (Rauh & Backeb.) Ostolaza mô tả khoa học đầu tiên.

## Hình ảnh

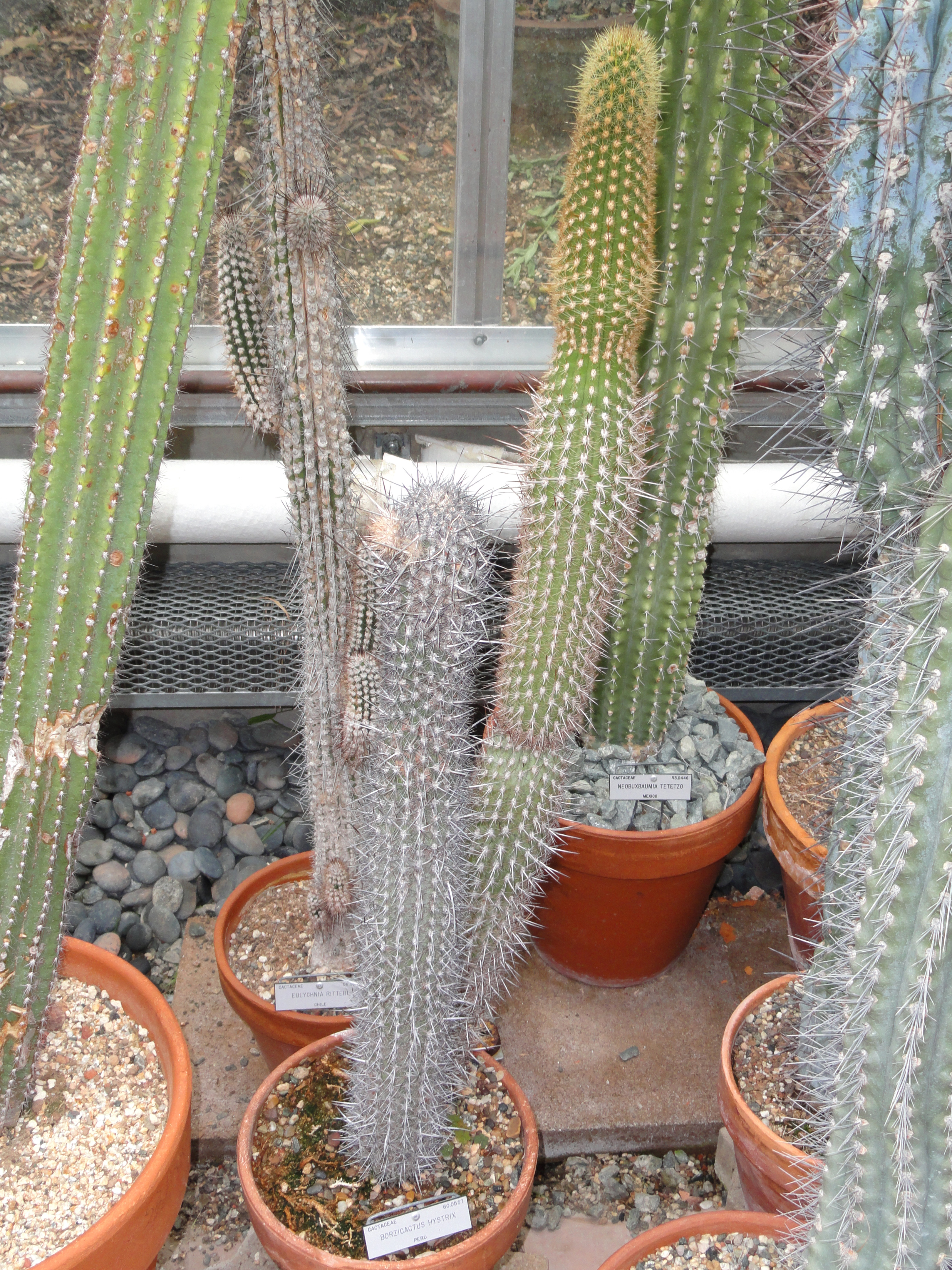